# Raúl Pateras Pescara
Raúl Pateras Pescara de Castelluccio (Buenos Aires, 27 aprile 1890 – Parigi, 7 maggio 1966) è stato un inventore, imprenditore e aviatore argentino noto per le sue attività nel settore delle automobili, degli elicotteri e dei motori a pistoni, nonché fondatore della casa automobilistica spagnola Nacional Pescara.

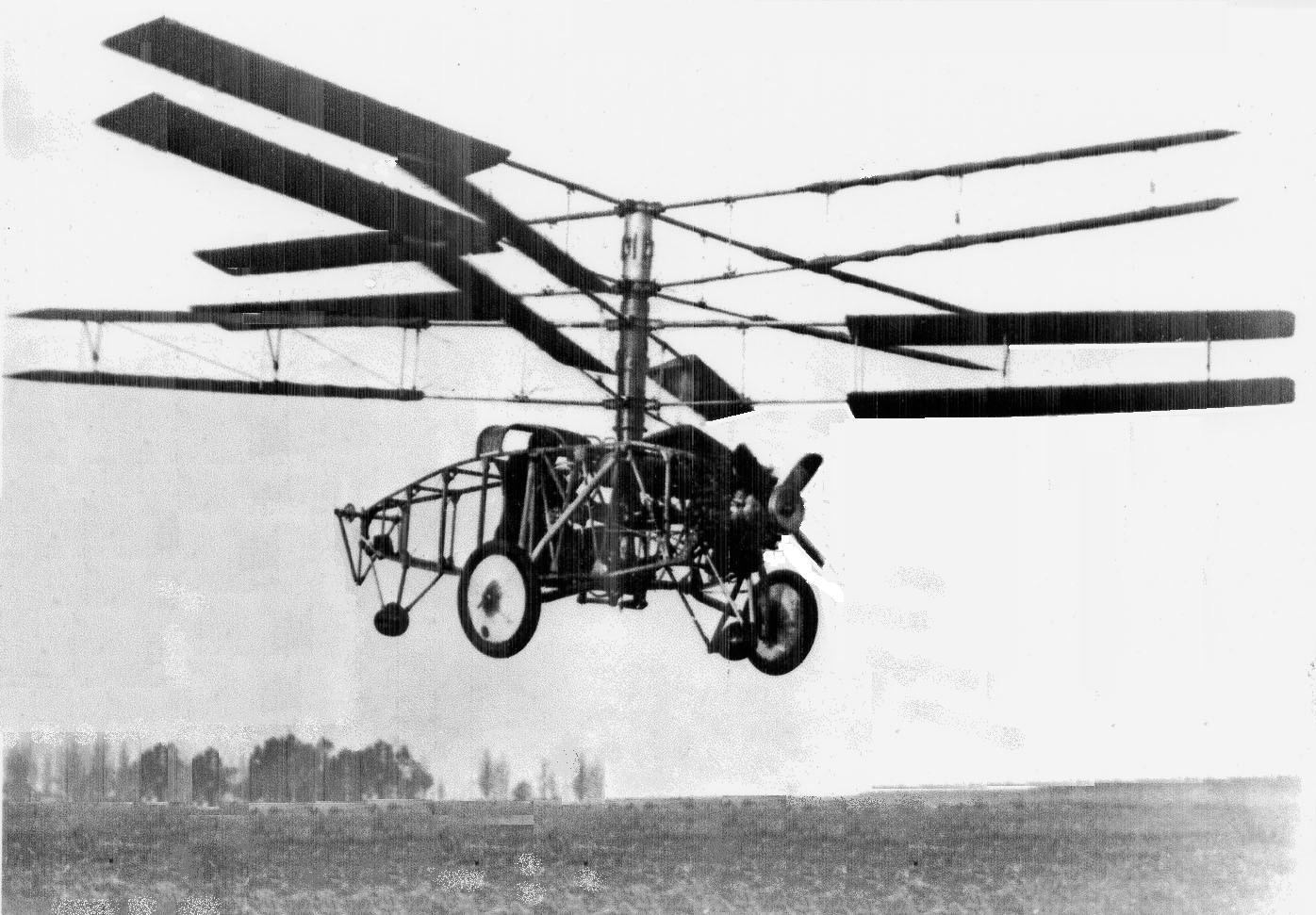
Un elicottero realizzato da Pescara nel 1924

Pionere nel mondo degli elicotteri, a lui vengono accreditate alcune innovazione nel mondo degli elicotteri. Pescara stabilì il record mondiale di velocità in elicottero nel 1924 raggiungendo  la velocità di 13 km/h e il 18 aprile 1924 di percorrenza con un volo di 736 metri.